# Bulangan
Bulangan is een bestuurslaag in het regentschap Gresik van de provincie Oost-Java, Indonesië. Bulangan telt 1665 inwoners (volkstelling 2010).